# Бег на 800 метров

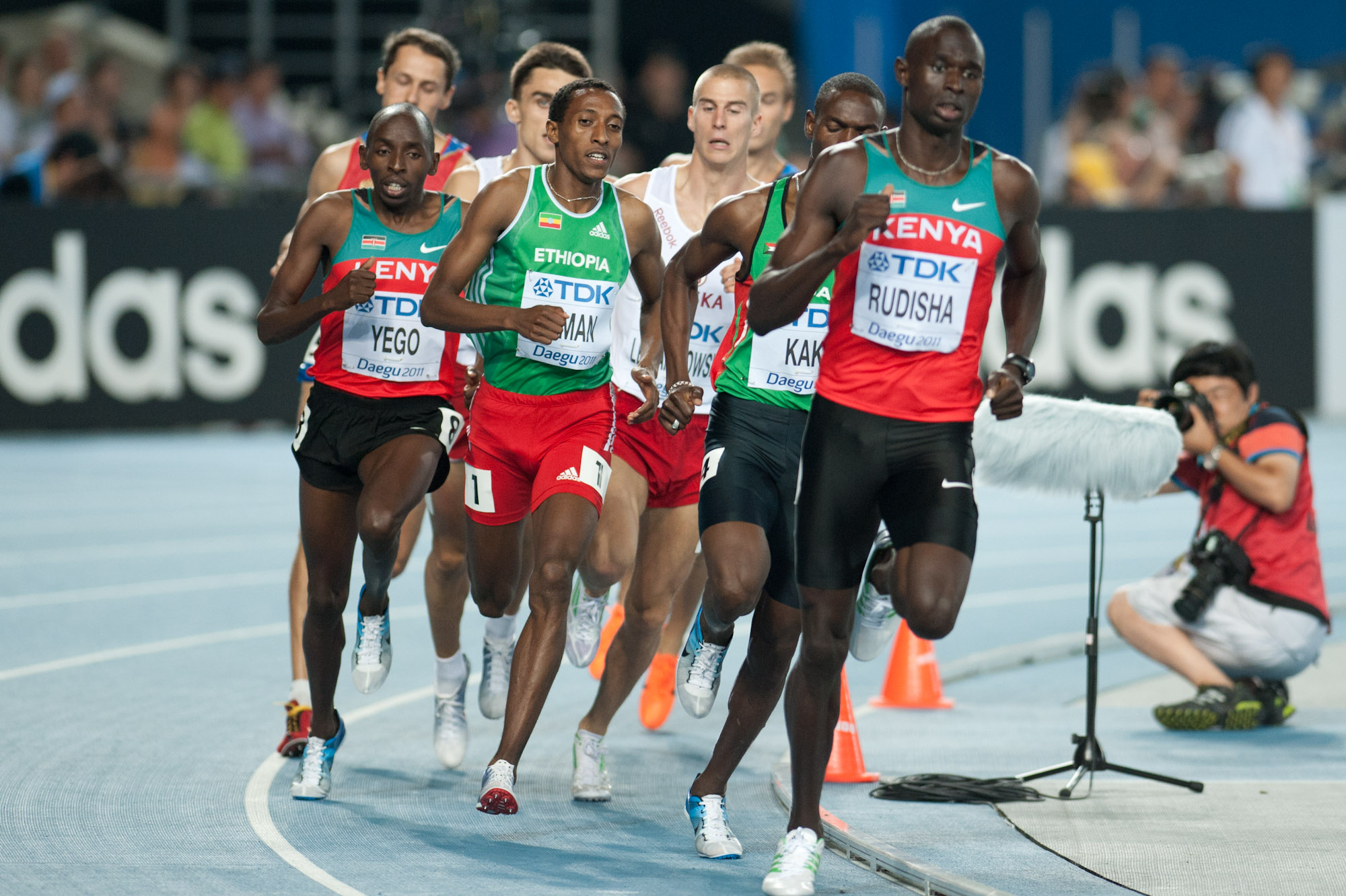
Финал чемпионата мира 2011 года

Бег на 800 ме́тров — дисциплина, относящаяся к средним дистанциям беговой легкоатлетической программы. Однако многие[кто?] считают эту дистанцию «длинным спринтом». Требует от спортсменов выносливости (в том числе, скоростной), спринтерских качеств и тактического мышления. Является олимпийской дисциплиной лёгкой атлетики для мужчин с 1896 года, для женщин с 1928 года.

## Правила
Бег на 800 метров — самая короткая из средних дистанций в программе крупнейших легкоатлетических соревнований.
Спортсмены в беге на 800 метров начинают бег с раздельных стартовых позиций и с высокого старта. Там, где заканчивается первый вираж (115 метров), бегуны должны выйти на общую дорожку и всю оставшуюся часть дистанции пройти вдоль неё.
Обычно на крупных соревнованиях (чемпионаты мира, Европы и Олимпийские игры) соревнования в беге на 800 метров проводятся в 3 круга (реже — в 2 круга), согласно правилам и в зависимости от количества участников.

## Тактика
Для дистанции 800 метров характерны все тактические приёмы, обычные для средних легкоатлетических дистанций.
Как правило, при прохождении дистанции, первые 400 метров бегуны преодолевают быстрее, чем последние и начинают решающее ускорение после 600—650 метров. Спортсмены высокого класса, чтобы достичь высокого результата, должны быть способны преодолевать первые 400 метров быстрее 50 секунд.

## Действующие рекорды
|         | Рекорд                    | Время   | Спортсмен(-ка)      | Страна       | Дата            | Место                  |
| ------- | ------------------------- | ------- | ------------------- | ------------ | --------------- | ---------------------- |
| Мужчины | Мировой                   | 1:40,91 | Дэвид Рудиша        | Кения        | 9 августа 2012  | Лондон, Великобритания |
| Мужчины | Мировой (в помещении)     | 1:42,67 | Уилсон Кипкетер     | Дания        | 9 марта 1997    | Париж, Франция         |
| Мужчины | Олимпийский               | 1:40,91 | Дэвид Рудиша        | Кения        | 9 августа 2012  | Лондон, Великобритания |
| Мужчины | Европейский               | 1:41,11 | Уилсон Кипкетер     | Дания        | 24 августа 1997 | Кёльн, Германия        |
| Мужчины | Европейский (в помещении) | 1:42,67 | Уилсон Кипкетер     | Дания        | 9 марта 1997    | Париж, Франция         |
|         |                           |         |                     |              |                 |                        |
| Женщины | Мировой                   | 1:53,28 | Ярмила Кратохвилова | Чехословакия | 26 июля 1983    | Мюнхен, ФРГ            |
| Женщины | Мировой (в помещении)     | 1:55,82 | Иоланда Чеплак      | Словения     | 3 марта 2002    | Вена, Австрия          |
| Женщины | Олимпийский               | 1:53,43 | Надежда Олизаренко  | СССР         | 27 июля 1980    | Москва, СССР           |
| Женщины | Европейский               | 1:53,28 | Ярмила Кратохвилова | Чехословакия | 26 июля 1983    | Мюнхен, ФРГ            |
| Женщины | Европейский (в помещении) | 1:55,82 | Иоланда Чеплак      | Словения     | 3 марта 2002    | Вена, Австрия          |

## 10 лучших бегунов за всю историю (мужчины)
По состоянию на 09 января 2022 года.
| Место | Время   | Атлет           | Страна         | Дата            | Место     |
| ----- | ------- | --------------- | -------------- | --------------- | --------- |
| 1     | 1.40,91 | Дэвид Рудиша    | Кения          | 9 августа 2012  | Лондон    |
| 2     | 1.41,11 | Уилсон Кипкетер | Дания          | 24 августа 1997 | Кёльн     |
| 3     | 1.41,73 | Себастьян Коу   | Великобритания | 10 июня 1981    | Флоренция |
| 3     | 1.41,73 | Найджел Амос    | Ботсвана       | 9 августа 2012  | Лондон    |
| 5     | 1.41,77 | Жуакин Крус     | Бразилия       | 26 августа 1984 | Кёльн     |
| 6     | 1.42,05 | Эммануэль Корир | Кения          | 22 июля 2018    | Лондон    |
| 7     | 1.42,23 | Абубакер Каки   | Судан          | 4 июня 2010     | Осло      |
| 8     | 1.42,28 | Сэмми Коскеи    | Кения          | 26 августа 1984 | Кёльн     |
| 9     | 1.42,34 | Уилфред Бунгей  | Кения          | 8 сентября 2002 | Риети     |
| 9     | 1.42,34 | Донаван Брейзер | США            | 1 октября 2019  | Доха      |

## 10 лучших бегунов за всю историю (женщины)
По состоянию на 09 января 2022 года.
| Место | Время   | Атлет               | Страна       | Дата            | Место         |
| ----- | ------- | ------------------- | ------------ | --------------- | ------------- |
| 1     | 1.53,28 | Ярмила Кратохвилова | Чехословакия | 26 июля 1983    | Мюнхен        |
| 2     | 1.53,43 | Надежда Олизаренко  | СССР         | 27 июля 1980    | Москва        |
| 3     | 1.54,01 | Памела Джелимо      | Кения        | 29 августа 2008 | Цюрих         |
| 4     | 1.54,25 | Кастер Семеня       | ЮАР          | 30 июня 2018    | Париж         |
| 5     | 1.54,44 | Ана Фиделия Кирот   | Куба         | 9 сентября 1989 | Барселона     |
| 6     | 1.54,81 | Ольга Минеева       | СССР         | 27 июля 1980    | Москва        |
| 7     | 1.54,91 | Татьяна Казанкина   | СССР         | 26 июля 1976    | Монреаль      |
| 8     | 1.55,04 | Атинг Му            | США          | 21 августа 2021 | Юджин         |
| 9     | 1.55,05 | Дойна Мелинте       | Румыния      | 1 августа 1982  | Бухарест      |
| 10    | 1.55,19 | Мария Мутола        | Мозамбик     | 17 августа 1994 | Цюрих         |
| 10    | 1.55,19 | Иоланда Чеплак      | Словения     | 20 июля 2002    | Хёсден-Золдер |

## Известнейшие атлеты на дистанции 800 метров
- Питер Снелл (Новая Зеландия)
- Альберто Хуанторена (Куба)
- Стив Оветт (Великобритания)
- Себастьян Коу (Великобритания)
- Уилсон Кипкетер (Кения/Дания)
- Дэвид Рудиша (Кения)
- Юрий Борзаковский (Россия)
- Мария Мутола (Мозамбик)
- Ярмила Кратохвилова (Чехословакия)
- Татьяна Казанкина (СССР)
- Надежда Олизаренко (СССР)
- Людмила Шевцова (СССР)